# Bristol (Maine)
Bristol è un comune statunitense dello stato del Maine, sito nella Contea di Lincoln. In origine il suo nome era Pemaquid, oggi villaggio in essa incorporato. Centro di pesca e turistico, comprende anche i villaggi di New Harbor, Round Pond, Bristol Mills e Chamberlain.

## Storia
Era il territorio dei Wawenock (o Walinakiak, cioè "Popolo della Baia") Abenachi, e Bristol era una dei più importanti ed esposti insediamenti di frontiera della provincia. Incominciando con la pesca stagionale, gli inglesi nel 1625 stabilirono al Pemaquid Point un centro per il commercio delle pellicce, attivo tutto l'anno. Nel 1631 il Consiglio di Plymouth per la Nuova Inghilterra concesse il centro e la licenza ai mercanti di Bristol (Inghilterra) Robert Aldsworth and Gyles Elbridge.
Fortificato con una palizzata che lo contornava, nel 1632 Pemaquid venne scheggiata dal pirata Dixie Bull.
Il Grande Uragano delle Colonie verificatosi il 15 agosto 1635, affondò il galeone ancorato in rada Angelo Gabriele, provocando l'annegamento di parte dell'equipaggio e dei passeggeri.
Nel 1664 il duca di York, futuro re Giacomo II reclamò Pemaquid, con la sua licenza che comprendeva la contea di Sagadahoc e la recentemente acquisita Nuova Amsterdam. Per favorire l'anglicizzazione di quest'ultima in Nuova York, il Governatore sir Edmund Andros, tradusse a Pemaquid alcuni suoi abitanti di origini olandesi, in una località che dal nome del suo regale proprietario, venne chiamata Jamestown. Verso il 1665 il villaggio contava circa 30 abitazioni. 
Nel 1676, durante la Guerra di Re Filippo, gl'indiani attaccaro ed incendiarono gl'insediamenti inglesi sulla costa, tra i quali anche Pemaquid. L'anno successivo venne eretta una nuova fortificazione chiamata Fort Charles, dal nome del re Carlo II.
Durante la Guerra di Re Guglielmo, la prima delle quattro guerre Franco-Indiane, Fort Charles ed il villaggio furono distrutti, nel 1689, dai francesi provenienti da Castine. Gli abitanti di Pemaquid furono uccisi o presi prigionieri.

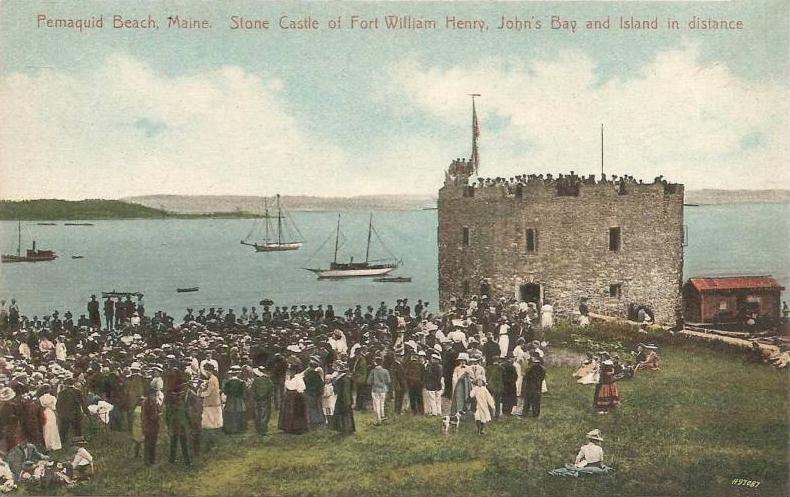
Copia del Forte William Henry nel 1909

Nel 1692 gl'Inglesi riguadagnarono il controllo sulla regione e sir William Phips ordinò la costruzione, questa volta in pietra, del Forte William Henry, così denominato da re Guglielmo II d'Inghilterra.
Tra il 14 ed il 15 agosto del 1696, il famoso Pierre Le Moyne d'Iberville catturò e distrusse il forte con una forza congiunta di francesi ed indiani. Il comandante del forte, capitano Pascoe Chubb si arrese: Iberville uccise tre dei soldati e rispedì gli altri novantadue a Boston. In risposta a questa incursione il capitano Benjamin Church fu mandato da Boston ad attaccare l'Acadia
Ai primi di maggio del 1717 uno sloop al comando del capitano Carr venne catturato da dieci pirati a Pemaquid. I pirati provenivano da Monhegan ed avevano fatto parte degli equipaggi del pirata Samuel Bellamy, la cui nave Whydah, aveva fatto naufragio al largo di Cape Cod il 26 aprile 1717.
Durante le guerre anglo-wabanaki la zona divenne luogo d'incontro per gl'indiani ed i francesi.
Il colonnello David Dunbar, sovrintendente generale delle foreste del re, ricostruì il forte tra il 1729 e il 1730, dandogli il nuovo nome di Forte Federico, dal nome di Federico di Hannover, principe di Galles. Diede un nuovo nome anche alla città, chiamandola Harrington, William Stanhope, I conte di Harrington, che aveva contribuito a concludere nel 1729 il trattato di Siviglia.
Durante la guerra di Re Giorgio, Forte Federico resistette agli attacchi del 1747, ma nel 1759 fu dimesso alla fine delle guerre Franco-Indiane.
Nel 1775 il forte fu smantellato per evitare che divenisse una piazzaforte britannica nel corso della rivoluzione americana. Lo Stato acquisì la località nel 1902 e nel 1908 ricostruì il Forte William Henry con la guida dello storico John Henry Cartland, utilizzando gran parte delle pietre che lo avevano costituito in precedenza. Nel 1993 la località venne dichiarata National Historic Landmark .
Il 21 giugno 1765 Bristol venne dichiarata commune assegnandole il nome dei proprietari della prima licenza portuale.
Durante la Guerra anglo-americana del 1812, la nave USS Enterprise catturò, al largo di Pemaquid Point, la britannica HMS Boxer, il 5 settembre 1813. Dalla città vennero poi scorporate e create come comuni indipendenti Nobleboro nel 1788, Bremen nel 1828, Damariscotta nel 1848 e South Bristol in 1915.

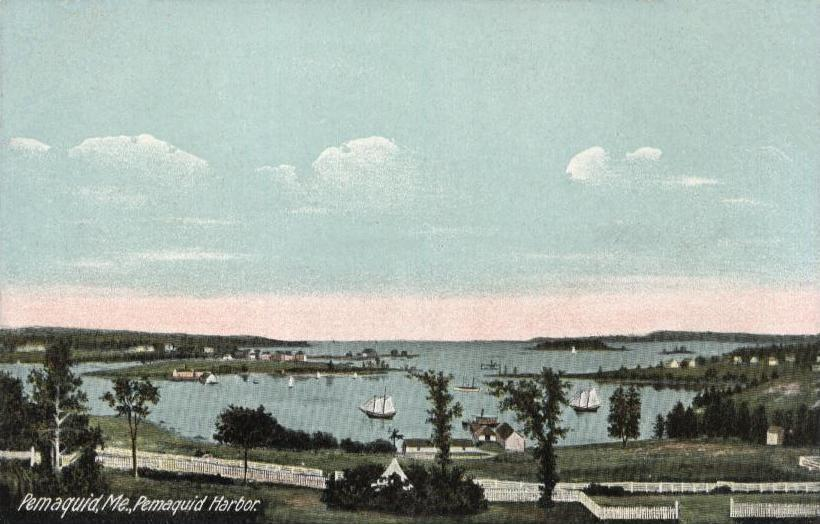
Pemaquid Harbor c. (1908)
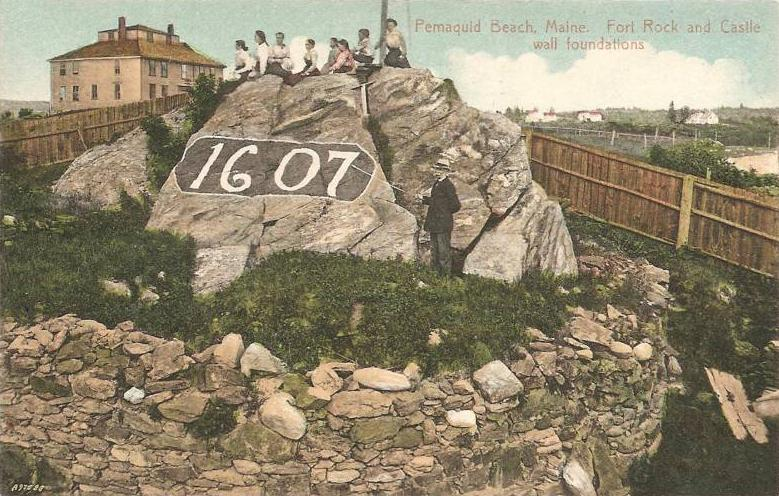
Fort Rock c. (1906)
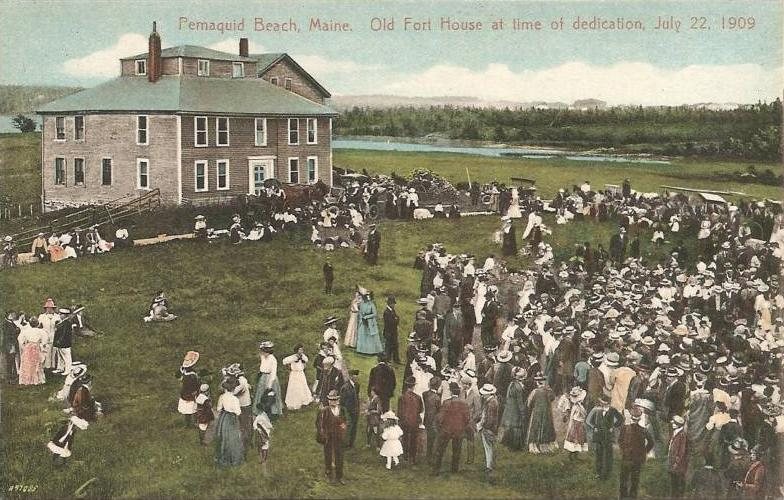
Antica casa nel forte (1909)
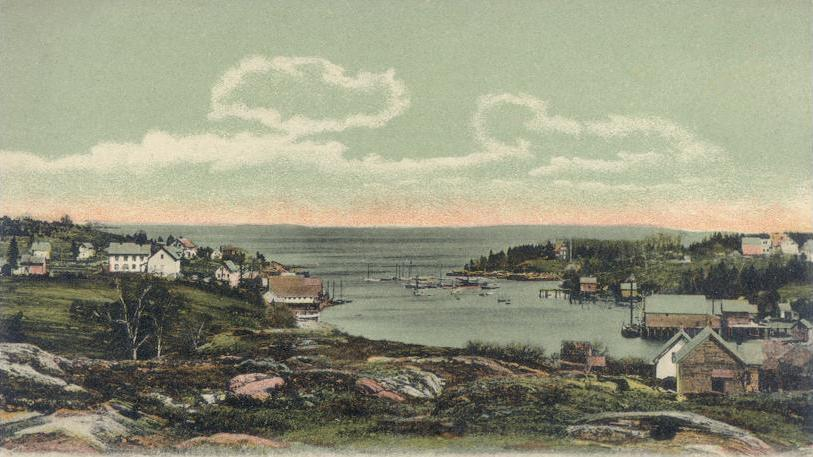
New Harbor c. (1905)

## Monumenti e luoghi d'interesse
- Museo dei pescatori
- Forte William Henry
- Granite Hall Store
- Centro d'incontro Harrington
- Chiesa di Loudville sull'Isola di Louds
- Sito archeologico di Pemaquid
- Faro di Pemaquid Point